# Olympische Sommerspiele 1936/Ringen – Freistil Bantamgewicht (Männer)
Das Freistilringen im Bantamgewicht bei den Olympischen Sommerspielen 1936 wurde vom 2. bis 5. August in der Deutschlandhalle ausgetragen. Pro Nation durfte maximal ein Athlet antreten. Der Athlet durfte das zulässige Körpergewicht von bis zu 56 kg nicht überschreiten.
Der Wettbewerb wurde nach einem Ausscheidungssystem mit Minuspunkten ausgetragen. In jeder Runde hatte jeder Athlet einen Kampf. Bei ungerader Anzahl an Athleten, hatte ein Athlet ein Freilos. Der Verlierer eines Kampfes erhielt 3 Minuspunkte, wenn er durch einen Schultersieg seines Gegner unterlag oder mit 0:3 Punkten den Kampf verlor. Zwei Minuspunkte erhielt der Athlet bei einer Niederlage von 1:2 Punkten. Der Sieger erhielt einen Minuspunkt, wenn er nach Punkten gewann, und 0 Minuspunkte, wenn der Sieg durch Schultersieg erfolgte. Am Ende jeder Runde wurde jeder Athlet mit mehr als 4 Minuspunkten eliminiert.

## Zeitplan
| Datum          | Runde           |
| -------------- | --------------- |
| 2. August 1936 | Runde 1         |
| 3. August 1936 | Runde 2         |
| 4. August 1936 | Runde 3 Runde 4 |
| 5. August 1936 | Runde 5 Runde 6 |

## Ergebnisse

### Runde 1
| Sieger           | Nation             | Art des Sieges          | Verlierer         | Nation           |
| ---------------- | ------------------ | ----------------------- | ----------------- | ---------------- |
| Raymond Cazaux   | Großbritannien     | Punkteentscheidung, 3–0 | Kojiro Tamba      | Japan            |
| Johannes Herbert | Deutsches Reich    | Schultersieg            | Ahmet Çakıryıldız | Türkei           |
| Ödön Zombori     | Ungarn             | Schultersieg            | Gustave Laporte   | Belgien          |
| Marcello Nizzola | Königreich Italien | Schultersieg            | Anton Nič         | Tschechoslowakei |
| Herman Tuvesson  | Schweden           | Punkteentscheidung, 3–0 | Aatos Jaskari     | Finnland         |
| Cesar Gaudard    | Schweiz            | Schultersieg            | Shankarrao Thorat | Britisch-Indien  |
| Ross Flood       | Vereinigte Staaten | Punkteentscheidung, 3–0 | Enrique Jurado    | Philippinen      |

| Rang | Athlet            | Nation             | Minuspunkte |
| ---- | ----------------- | ------------------ | ----------- |
| 1    | Cesar Gaudard     | Schweiz            | 0           |
| 1    | Johannes Herbert  | Deutsches Reich    | 0           |
| 1    | Marcello Nizzola  | Königreich Italien | 0           |
| 1    | Ödön Zombori      | Ungarn             | 0           |
| 5    | Raymond Cazaux    | Großbritannien     | 1           |
| 5    | Ross Flood        | Vereinigte Staaten | 1           |
| 5    | Herman Tuvesson   | Schweden           | 1           |
| 8    | Ahmet Çakıryıldız | Türkei             | 3           |
| 8    | Aatos Jaskari     | Finnland           | 3           |
| 8    | Enrique Jurado    | Philippinen        | 3           |
| 8    | Gustave Laporte   | Belgien            | 3           |
| 8    | Anton Nič         | Tschechoslowakei   | 3           |
| 8    | Kojiro Tamba      | Japan              | 3           |
| 8    | Shankarrao Thorat | Britisch-Indien    | 3           |

### Runde 2
| Sieger            | Nation             | Art des Sieges          | Verlierer         | Nation             |
| ----------------- | ------------------ | ----------------------- | ----------------- | ------------------ |
| Ahmet Çakıryıldız | Türkei             | Punkteentscheidung, 2–1 | Kojiro Tamba      | Japan              |
| Johannes Herbert  | Deutsches Reich    | Schultersieg            | Raymond Cazaux    | Großbritannien     |
| Gustave Laporte   | Belgien            | Schultersieg            | Anton Nič         | Tschechoslowakei   |
| Ödön Zombori      | Ungarn             | Punkteentscheidung, 2–1 | Marcello Nizzola  | Königreich Italien |
| Herman Tuvesson   | Schweden           | Schultersieg            | Cesar Gaudard     | Schweiz            |
| Aatos Jaskari     | Finnland           | Schultersieg            | Enrique Jurado    | Philippinen        |
| Ross Flood        | Vereinigte Staaten | Schultersieg            | Shankarrao Thorat | Britisch-Indien    |

| Rang | Athlet            | Nation             | Minuspunkte |
| ---- | ----------------- | ------------------ | ----------- |
| 1    | Johannes Herbert  | Deutsches Reich    | 0           |
| 2    | Ross Flood        | Vereinigte Staaten | 1           |
| 2    | Herman Tuvesson   | Schweden           | 1           |
| 2    | Ödön Zombori      | Ungarn             | 1           |
| 5    | Marcello Nizzola  | Königreich Italien | 2           |
| 6    | Cesar Gaudard     | Schweiz            | 3           |
| 6    | Aatos Jaskari     | Finnland           | 3           |
| 6    | Gustave Laporte   | Belgien            | 3           |
| 9    | Ahmet Çakıryıldız | Türkei             | 4           |
| 9    | Raymond Cazaux    | Großbritannien     | 4           |
| 11   | Kojiro Tamba      | Japan              | 5           |
| 12   | Enrique Jurado    | Philippinen        | 6           |
| 12   | Anton Nič         | Tschechoslowakei   | 6           |
| 12   | Shankarrao Thorat | Britisch-Indien    | 6           |

### Runde 3
| Sieger            | Nation             | Art des Sieges          | Verlierer        | Nation             |
| ----------------- | ------------------ | ----------------------- | ---------------- | ------------------ |
| Ahmet Çakıryıldız | Türkei             | Schultersieg            | Raymond Cazaux   | Großbritannien     |
| Johannes Herbert  | Deutsches Reich    | Schultersieg            | Gustave Laporte  | Belgien            |
| Herman Tuvesson   | Schweden           | Punkteentscheidung, 3–0 | Ödön Zombori     | Ungarn             |
| Aatos Jaskari     | Finnland           | Punkteentscheidung, 3–0 | Marcello Nizzola | Königreich Italien |
| Ross Flood        | Vereinigte Staaten | Schultersieg            | Cesar Gaudard    | Schweiz            |

| Rang | Athlet            | Nation             | Minuspunkte |
| ---- | ----------------- | ------------------ | ----------- |
| 1    | Johannes Herbert  | Deutsches Reich    | 0           |
| 2    | Ross Flood        | Vereinigte Staaten | 1           |
| 2    | Herman Tuvesson   | Schweden           | 2           |
| 4    | Ahmet Çakıryıldız | Türkei             | 4           |
| 4    | Aatos Jaskari     | Finnland           | 4           |
| 4    | Ödön Zombori      | Ungarn             | 4           |
| 7    | Marcello Nizzola  | Königreich Italien | 5           |
| 8    | Cesar Gaudard     | Schweiz            | 6           |
| 8    | Gustave Laporte   | Belgien            | 6           |
| 10   | Raymond Cazaux    | Großbritannien     | 7           |

### Runde 4
| Sieger          | Nation             | Art des Sieges          | Verlierer         | Nation          |
| --------------- | ------------------ | ----------------------- | ----------------- | --------------- |
| Ödön Zombori    | Ungarn             | Schultersieg            | Ahmet Çakıryıldız | Türkei          |
| Herman Tuvesson | Schweden           | Punkteentscheidung, 2–1 | Johannes Herbert  | Deutsches Reich |
| Ross Flood      | Vereinigte Staaten | Schultersieg            | Aatos Jaskari     | Finnland        |

| Rang | Athlet            | Nation             | Minuspunkte |
| ---- | ----------------- | ------------------ | ----------- |
| 1    | Ross Flood        | Vereinigte Staaten | 1           |
| 2    | Johannes Herbert  | Deutsches Reich    | 2           |
| 3    | Herman Tuvesson   | Schweden           | 3           |
| 4    | Ödön Zombori      | Ungarn             | 4           |
| 5    | Aatos Jaskari     | Finnland           | 7           |
| 6    | Ahmet Çakıryıldız | Türkei             | 7           |

### Runde 5
| Sieger       | Nation             | Art des Sieges          | Verlierer        | Nation          |
| ------------ | ------------------ | ----------------------- | ---------------- | --------------- |
| Ödön Zombori | Ungarn             | Schultersieg            | Johannes Herbert | Deutsches Reich |
| Ross Flood   | Vereinigte Staaten | Punkteentscheidung, 3–0 | Herman Tuvesson  | Schweden        |

| Rang   | Athlet           | Nation             | Minuspunkte |
| ------ | ---------------- | ------------------ | ----------- |
| 1      | Ross Flood       | Vereinigte Staaten | 2           |
| 2      | Ödön Zombori     | Ungarn             | 4           |
| Bronze | Johannes Herbert | Deutsches Reich    | 5           |
| 4      | Herman Tuvesson  | Schweden           | 6           |

### Runde 6
| Sieger       | Nation | Art des Sieges | Verlierer  | Nation             |
| ------------ | ------ | -------------- | ---------- | ------------------ |
| Ödön Zombori | Ungarn | Schultersieg   | Ross Flood | Vereinigte Staaten |

| Rang   | Athlet       | Nation             | Minuspunkte |
| ------ | ------------ | ------------------ | ----------- |
| Gold   | Ödön Zombori | Ungarn             | 4           |
| Silber | Ross Flood   | Vereinigte Staaten | 5           |